# Borgsum
Borgsum (frisó septentrional Borigsem) és un dels municipis de l'illa de Föhr (Illes Frisones) que forma part del districte de Nordfriesland, dins l'Amt Föhr-Amrum, a l'estat alemany de Slesvig-Holstein. Segons el cens de 2022 te una població de 305 habitants.

## Història
El nom significa "assentament al castell". Aquest castell és el de Lembecksburg, de fet, una paret d'anell medieval amb un diàmetre de 95 metres i una alçada de deu metres que havia estat construït en el segle ix com un bastió contra els vikings. Rebé el nom del cavaller Klaus Lembeck que suposadament havia estat residint allà com a majordom del rei Valdemar IV de Dinamarca. Després de trencar el seu jurament feudal, però, es diu que Lembeck fou assetjat per l'amfitrió del rei. Altres fonts afirmen, però, que Lembeck mai va posar un peu a l'illa.